# Pusterør
|  | For blæserør anvendt ved lodning og lign, se Blæserør. |
Pusterør er et rør, fremstillet til at skyde (puste) en pil mod et mål. En pil føres ind i røret og derefter puster man kraftigt, så pilen skydes ud gennem røret.
Dette bruges som våben bl.a. blandt indianerstammer. Pusterøret anvendes både som jagt- og stridsvåben. Pilene kan være præpareret med gift, som gør våbnet livsfarligt. Pusterør kan fremstilles i forskellig størrelse afhængig af formål. Nutildags anvendes det mest blandt naturfolk i det tropiske syd- og mellemamerika, i Afrika samt de sydlige dele af Asien. I disse områder findes der en del forskelligt materiale til fremstilling af pusterør. Pusterør anvendtes også under Vietnamkrigen og af Ninja'er i 1500-tallets Japan.
Pusterør har længe været anvendt som jagtvåben, men også som et frygtet stridsvåben særligt på Borneo.
Pusterør anvendes også af dyrlæger til at bedøve eller aflive dyr.
| Våben | Spire Denne artikel om våben er en spire som bør udbygges. Du er velkommen til at hjælpe Wikipedia ved at udvide den. |